# جفری والش
جفری والش (انگلیسی: Geoffrey Walsh; ۱۹ اوت ۱۹۰۹ – ۳ آوریل ۱۹۹۹) فرد نظامی اهل کانادا بود. وی همچنین برندهٔ جوایزی همچون نشان امپراتوری بریتانیا شده‌است.